# Rock Galicja

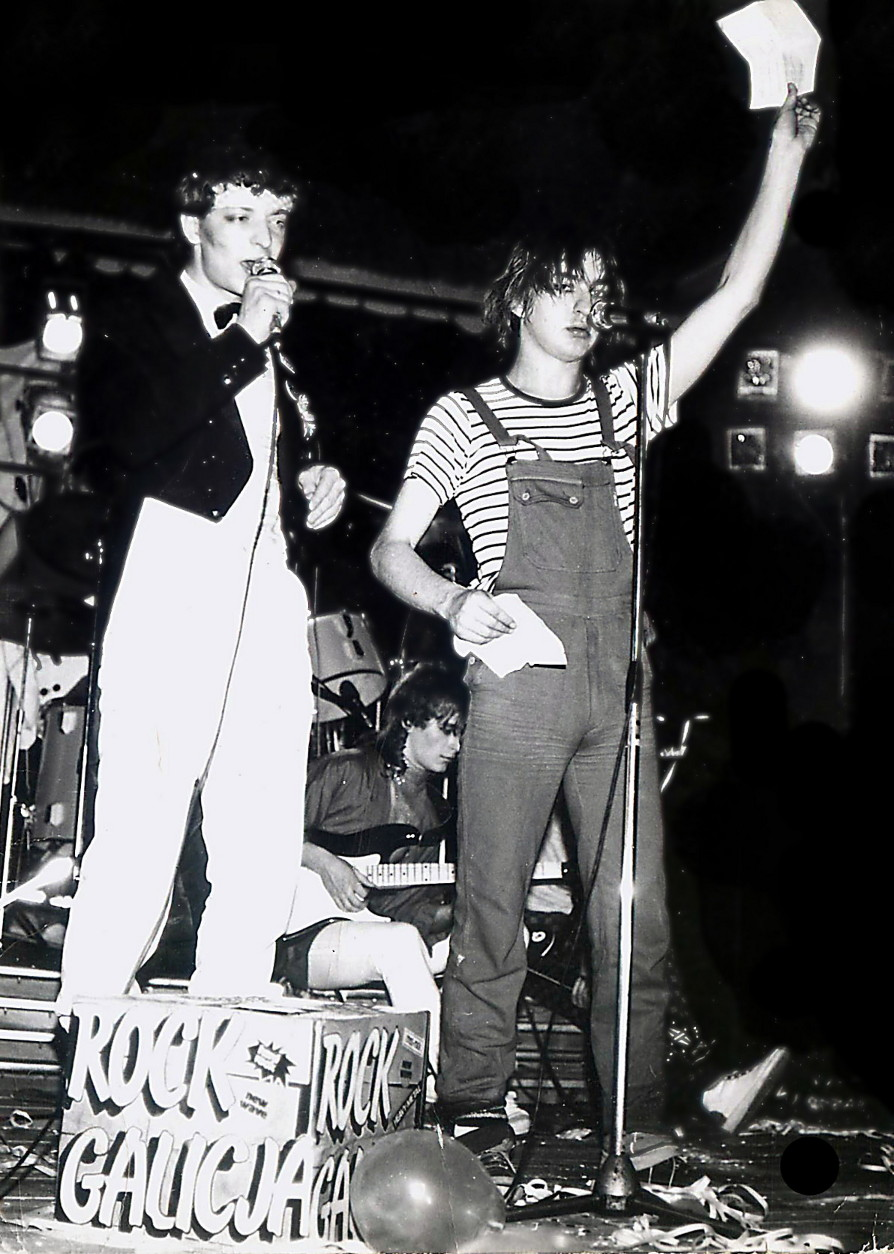
Na scenie Rock Galicji: Tomasz Paulukiewicz (zapowiadał koncerty) i Krzysztof Jaryczewski (Oddział Zamknięty)

Rock Galicja – cykliczny festiwal rockowy organizowany w Polsce w latach 1982–1985.
Jego twórcami byli, działający w owych latach w środowisku związanym z kulturą studencką w Rzeszowie: Janusz Barycki (szef klubu PRz „Dedal” ), Zygmunt Krawczyk i Leszek Opioła (obydwaj klub PRz „Plus”) oraz Tomasz Paulukiewicz (redaktor naczelny czasopisma „Dwukropek”).  
Pomysłodawcą nazwy był Tomasz Paulukiewicz, a autorem logotypu artysta plastyk Jerzy Popek.   
W ramach Rock Galicji odbyło się w sumie 78 koncertów, w tym 26 koncertów halowych oraz 4 koncerty w amfiteatrze. Koncerty te miały miejsce w następujących miastach w Polsce: Rzeszów, Jarosław, Sanok, Przemyśl, Krosno, Nowa Dęba, Jasło, Tarnobrzeg, Mielec, Kołobrzeg oraz na Węgrzech w Budapeszcie i Nyiregyhazie. Obejrzało je około 80 tysięcy widzów.

## Zespoły
Podczas wszystkich edycji Festiwalu wystąpili m.in.:
Dezerter, Bajm, TSA, Turbo, Restrykcja, Oddział Zamknięty, Marek Biliński, Variete, TZN Xenna, Bank, Lady Pank, Rezerwat, Mister Jajco, Daab, Izrael, Deuter, Lombard, Mech, Republika, Made in Poland, Misty in Roots, Tadeusz Nalepa, Breakout, Mira Kubasińska, Marek Surzyn, Józef Skrzek, 1984.

## Edycje Rock Galicji
W trakcie Rock Galicji, która odbyła się w dniach 20-24 listopada 1982, miała miejsce pierwsza w historii polskiej muzyki trasa koncertowa zespołów punkowych. Wzięły w niej udział zespoły Dezerter, TZN Xenna i Deuter, które wystąpiły w  Rzeszowie, Mielcu, Jarosławiu, Sanoku i Krośnie.
Obszernie  wspomina o tym Krzysztof Grabowski w  książce „Dezerter-poroniona generacja”, pisząc, że „(…) było to wydarzenie na miarę pierwszego lotu na Księżyc (…)”.
Ostatnią edycją Rock Galicji było widowisko „Breakout wraca do domu” stanowiące benefis Miry Kubasińskiej, Tadeusza Nalepy oraz zespołu Breakout. Impreza odbyła się 24-25 maja 1985 roku w Rzeszowie. Podczas tego koncertu zadebiutował zespół 1984.
Dziesięć edycji Rock Galicji zorganizowano w Rzeszowie, w latach 1982–1985, w hali Walter. Były to jedno lub dwudniowe festiwale z udziałem kilku zespołów. Część z nich, pod hasłem Rock Galicja, równocześnie występowało w innych miastach obecnego województwa Podkarpackiego. Koncerty Festiwalu odbywały się  również w klubie studenckim Politechniki Rzeszowskiej „Plus”.  
W lipcu i sierpniu 1983 roku  Rock Galicja organizowana była w Amfiteatrze w Kołobrzegu.  
Producenci Rock Galicji, pod tą nazwą, zorganizowali w roku 1984, pierwsze zagraniczne koncerty zespołu Lady Pank. Miało to miejsce w klubach studenckich na Węgrzech (Budapeszt i Nyíregyháza).

## Wydawnictwa Rock Galicji
Przy okazji czwartej edycji Rock Galicji został wydany folder autorstwa Tomasza Beksińskiego – zaprzyjaźnionego z Festiwalem i jego twórcami.
Natomiast Dariusz Michalski był autorem książeczki poświęconej historii zespołów Blackout i Breakout, wydanej przy okazji  dziesiątego Festiwalu.

## Następstwa
Jednym z efektów Rock Galicji było powstanie Rzeszowskiej Sceny Rockowej, do której należały m.in. takie zespoły jak Red Star, Aurora, One Million Bulgarians, Wańka Wstańka, 1984. Niektóre z nich zostały założone w wyniku inspiracji koncertami Rock Galicji, a część na tej imprezie debiutowała.
Producenci Rock Galicji w roku 1985 założyli w Rzeszowie oddział Biura Alma-Art.
W latach późniejszych Tomasz Paulukiewicz pod hasłem Rock Galicja produkował  koncerty rocznicowe Tadeusza Nalepy. Była to impreza z okazji 30. rocznicy powstania zespołu Blackout (10 grudnia 1995 r. w Filharmonii Rzeszowskiej) oraz telewizyjne widowisko z okazji 60. rocznicy urodzin artysty pt. „Rzeka Dzieciństwa- 60 urodziny” (22 listopada 2003, w hali Podpromie w Rzeszowie).
W grudniu roku 2021 ukazał się wydany na winylu zapis koncertu zespołu Dezerter z pierwszej edycji trasy w listopadzie 1982 roku. Płyta Rock Galicja 82 live LP została wyprzedana w kilkanaście godzin.